# Gobernación de Akkar
La gobernación de Akkar, esta Mohafazah (gobernación) de Aakkar es una de las ocho provincias del Líbano. Esta gobernación fue definida por la Ley 522 del 17 de julio de 2003. Su límites se extienden desde el río El Bared hacia el sur, hasta el río El Kebir y a lo largo de la frontera sirio-libanesa en el norte, tiene un  área de 776 kilómetros cuadrados, su población se estima en 330.000 habitantes, lo que equivale al 8,9% del total de la población del Líbano, los que están distribuidos en 148 localidades, de las cuales 84 de ellas han elegido consejos municipales.
Existe dentro de esta gobernación una federación de municipios. La capital de esta gobernación es la ciudad de Halba, la que se encuentra a 112 kilómetros de Beirut, capital del Líbano.